# Żywotlin
Żywotlin (Pitcairnia L'Hér.) – rodzaj roślin z rodziny bromeliowatych (Bromeliaceae). Obejmuje 285–406 gatunków. Rośliny te występują w strefie międzyzwrotnikowej obu kontynentów amerykańskich (od Meksyku i Antyli po północną Argentynę), ale jeden gatunek – Pitcairnia feliciana występuje także poza tymi kontynentami – w tropikalnej Afryce Zachodniej – na wybrzeżach Gwinei (jedyny wyjątek w obrębie całej rodziny bromeliowatych). Zasiedlają bardzo zróżnicowane siedliska, przy czym w większości są to rośliny naziemne, rzadziej należą tu epifity i litofity. Większość przedstawicieli rodzaju rośnie w wilgotnych lasach równikowych.
Niektóre gatunki uprawiane są jako rośliny ozdobne. Mają zróżnicowane wymagania świetlne, ale wszystkie są wrażliwe na przymrozki, wymagają okresu spoczynku w okresie zimowym (wówczas bez podlewania) i gleb przepuszczalnych. Liczne gatunki z powodu niszczenia siedlisk są zagrożone.

## Morfologia
PokrójBezłodygowe lub o długich łodygach, czasem z długimi (osiągającymi kilka metrów), podziemnymi rozłogami, wykształcające korzenie.
LiścieSkrętoległe, rzadko w dwóch rzędach. Blaszka dość cienka, rzadko skórzasta, od równowąskiej do szerokolancetowatej lub jajowatej i osadzonej na ogonkach. Często liście dimorficzne na tych samych okazach – początkowo rozwijają się liście równowąskie, a następnie szersze, u nasady zwężające się w ogonek. Czasem liście tak zróżnicowane rozwijają się w przemiennych cyklach na pędzie. Brzeg blaszki czasem kolczasty, piłkowany lub gładki. Większość gatunków jest zimozielona, ale są też zrzucające liście.
KwiatyZebrane w kwiatostany (grona, wiechy, kłosy) nierozgałęzione lub rozgałęzione, zwykle na dobrze rozwiniętej szypule (głąbiku), często z kwiatami i przysadkami osadzonymi jednostronnie. Przysadki często jaskrawo zabarwione, zwykle kontrastowo w stosunku do zielonkawych, żółtych, szkarłatnych lub jasnopomarańczowych kwiatów. Kwiaty są obupłciowe. Zewnętrzne i wewnętrzne listki okwiatu są wolne, zwykle grzbieciste. Często jeden z płatków jest kapturkowato wysunięty nad pręciki. Te o równowąskich pylnikach są zwykle podobnej długości jak okwiat, czasem dłuższe lub krótsze. Zalążnia górna do całkowicie dolnej, z bardzo licznymi zalążkami. Szyjka słupka wygięta.
OwoceTorebki, czasem niepękające, zawierające liczne nasiona z dwoma wyrostkami, czasem szerokie i oskrzydlone.

## Systematyka
Rodzaj z rodziny bromeliowatych Bromeliaceae, a w jej obrębie z podrodziny Pitcairnioideae Harms (1930) i plemienia Pitcairnieae K. Koch (1874). W różnych ujęciach włączane są do niego rośliny z rodzaju Pepinia (około 70 gatunków) lub wyłączane. 
Wykaz gatunków